# ドラグノフ狙撃銃
SVD(露: Снайперская винтовка Драгунова ドラグノフ狙撃銃の意)(GRAU：6V1)は、ソビエト連邦が1958〜1963年に開発したセミオート狙撃銃である。

## 開発
ソビエト連邦では、帝政以来一発必中の狙撃が重視されていた。そして、第二次世界大戦時にモシン・ナガンM1891/30を使用した市街戦における狙撃手の有効性が確認されたため、1950年代、ソ連軍指導層は、小隊規模での選抜射手と対応するセミオート狙撃銃が必要であると考え、後継機種を兼ねた選抜射手専用ライフルの採用デザインコンテストが行われた。
セルゲイ・シモノフ、アレクサンドル・コンスタンチーノフ、エフゲニー・F・ドラグノフの三人の銃設計者がそれぞれ試作品を提出し最終的にドラグノフ設計の試作品であるSSV-58が選ばれ、1963年に制式採用された。

## 設計
レシーバー左側面にレールマウントを備えておりさまざまな照準器を装着することができる。NSPUを取り付けた状態は SVDN1(GARU：6V1N1)、NSPUMを取り付けた状態はSVDN2(GARU：6V1N2)、NSPU-3を取り付けた状態はSVDN3(GARU：6V1N3)と呼ばれる。また西側諸国のセミオート狙撃銃と比較して細身で、軽量化や運搬性向上のために銃床は中央部に大きな穴を空けた、スケルトンストック型(サムホールストック)の直銃床である。銃床上部にはスコープを使用した際の照準を容易にするため、着脱式のチークピース(頬あて)を装着できる。作動方式はガス圧利用方式で、銃身上方に平行にして取り付けられているガスシリンダーへ銃身中央部に位置する小さい穴から発射ガスの一部を誘導し、ガスピストンを起動させる。ピストンの動きをオペレーティングロッドを通じてボルトキャリアに伝え、ボルトを作動させる。
長期的な酷使を前提としてAKを参考に作られたために部品数は少なく、頑丈で信頼性が高い。しかし、AKとはガスチューブの形状などが異なり、部品に互換性はない。AK系統の突撃銃とは異なり、オペレーティングロッドとボルトキャリアーを別部品とするショートストローク方式を採用している。ガスブロックには二段階で調節できるレギュレーターが装備され、銃が汚れたり過酷な環境下にある場合には、ガス圧を通常よりも高めることができる。ロッキング方式はAKと同様にボルトキャリアーの前後動作に同調して回転するロータリーボルト方式で、ボルト先端のロッキングラグは3個である。
アメリカ陸軍が使用しているM24 SWS(レミントンM700の軍用版)などの狙撃銃は、光学照準器の使用が前提で金属製照準器が省略されている(アイアンサイトを取り付けるベースが有るため、装着は可能)が、SVDには1,200メートル程度まで対応可能な金属製照準器が備えられており、近距離での照準や光学照準器が破損した場合に使用される。こうした特徴から、SVDは選抜射手が用いるマークスマンライフルに近い性質も持つ。光学照準器(PSO-1)も付属し、サイドレールブラケットへ容易に取り外しできる。格闘戦を前提としない狙撃銃でありながら、銃身先端には着剣装置が設けられている。ロシア軍では、AK系の有効射程の短さと連射時の命中精度の低さを補う目的で分隊ごとに1丁のSVDが配備され、それぞれの有効戦闘距離を、AK系は300メートル、SVDは600メートルと想定している。
SVDが遠距離狙撃が困難である理由として、肉薄の銃身と620ｍｍという長い銃身長が挙げられる。肉薄の銃身は発砲時の銃身の振動を低減しにくく、長い銃身長はその振動による銃口のズレを増幅させ、弾道を僅かに逸らす。
|          | SV-98                                   | SR-25                                       | M24                  | FR F2                | Arctic Warfare             | SVD                                                         |
| -------- | --------------------------------------- | ------------------------------------------- | -------------------- | -------------------- | -------------------------- | ----------------------------------------------------------- |
| 画像     |                                         |                                             |                      |                      |                            |                                                             |
| 使用弾薬 | 7.62x54mmR弾 7.62x51mm弾 8.58×70mm弾 等 | 7.62x51mm弾                                 | 7.62x51mm弾          | 7.62x51mm弾          | 7.62x51mm弾 8.58×70mm弾 等 | 7.62x54mmR弾                                                |
| 装弾数   | 10発                                    | 5 - 20発                                    | 5発 / 10発           | 10発                 | 5 - 10発                   | 10発                                                        |
| 銃身長   | 650 mm                                  | 508 mm / 609 mm                             | 610 mm               | 650 mm               | 660 mm                     | 620 mm                                                      |
| 全長     | 1,270 mm                                | 1,118 mm                                    | 1,092 mm             | 1,200 mm             | 1,180 mm                   | 1,225 mm                                                    |
| 重量     | 6,200 g                                 | 4,810 g （競技仕様）                        | 4,400 g              | 5,100 g              | 6,500 g                    | 4,310 g                                                     |
| 射程     | 1,000 m                                 | 600 m                                       | 800 m 1,500 m        | 800 m                | 800 m 1,500 m              | 800 m                                                       |
| 作動方式 | ボルトアクション方式                    | 作動:ストーナー方式 閉鎖:ロータリーボルト式 | ボルトアクション方式 | ボルトアクション方式 | ボルトアクション方式       | 作動:ショートストロークピストン式 閉鎖:ターンロックボルト式 |

## 備品
PSO-1
4x24倍率の標準的なスコープ。サンシェードを含む全長は375mm。夜間には照準線をバッテリーで点灯させることができる。初期のモデルは赤外線検知フィルターを内蔵し、敵の赤外線照射装置を発見できたが、大掛かりな赤外線照射装置を必要とする暗視装置が廃れたため、現在のモデルでは省略されている。現によく見られているモデルはPSO-1-M2というモデルである。
PSO-1と呼ばれているのは普通にロシアのNPZ(Нпз，NOVOSIBIRSK INSTRUMENT-MAKING PLANT,  JOINT STOCK COMPANY)による生産された4x24倍率のPSO-1シリーズのスコープであるが、ベラルーシのZenit-BelOMO社も同じシリーズのスコープを提供している。両者は実用性にはほとんど差はない。後者は兵士が私物装備とすることも多いが、ロシアの官品輸出制限によりコレクションとしての価値には差が見られる。
NPZ社は、似たような外見で倍率が違うPO(ПО)というシリーズのスコープも提供している。
POSP(ПОCП)
ベラルーシのZenit-BelOMO(ЗЕНИТ - БЕЛОМО)社が生産するAK/SVD用スコープシリーズである。多様な倍率のものがあり、外見はPSO-1と似ているが、一部のモデルには倍率または視度調整用のダイヤルが付いているなど、細部に違いが見られる。
ロシアの官給品ではないが、兵士が私物として装備することも多い。
NSP-2
初期の暗視装置で、大掛かりな赤外線照射装置を使用した。
NSPUM-2
第一世代の暗視スコープ。
NSPU-3
第二世代パッシブ方式の暗視スコープ。
銃剣
SVDには着剣装置が付属しており、AK用の銃剣を装着できる。

## 運用

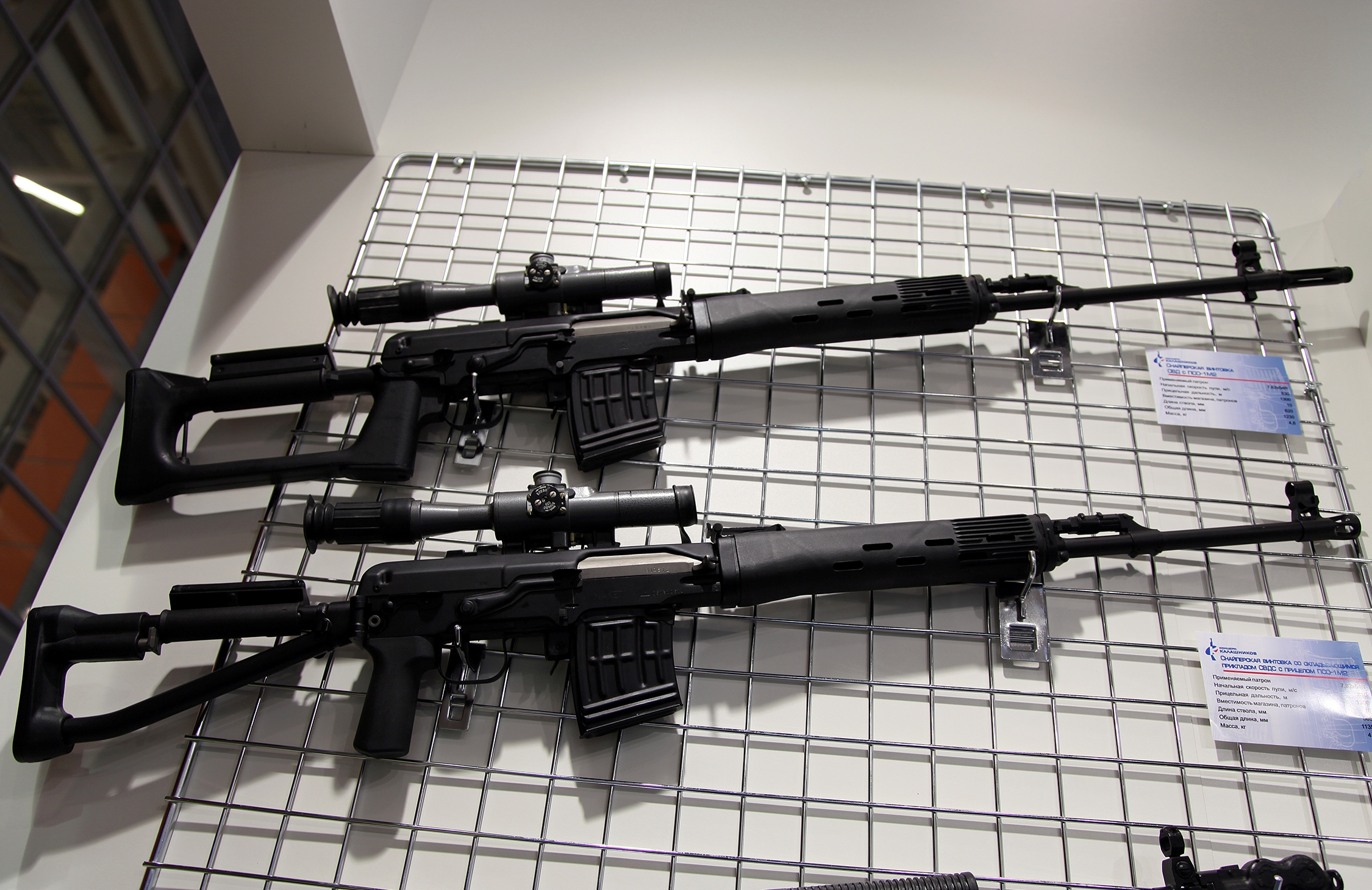
後期型の黒色ポリマーで構成されたSVD(上)とSVDS(下)。どちらもPSO-1を装着している。

初期生産分200丁を除き、1964年からイズマッシュ社がライン生産している。ワルシャワ条約機構加盟国を中心に多くの国で採用されたほか、親ソ連第三世界諸国にも多数供与された。
後に木製部分をガラス繊維強化ポリアミド樹脂に変更されたものが標準仕様となり、主に空挺部隊用に折りたたみ可能な銃床を備えたSVDSというモデルも開発されている。イズマッシュ社からは近代化モデルであるSVDMが発売され、ロシア軍でも採用された。
なお、長距離精密射撃用狙撃銃としてみた場合、SVDは半自動式装填であり、標準で二脚を装備しないなど、構造上命中精度向上が望めなかったため、新型狙撃銃開発が始まり、1998年よりボルトアクション方式のSV-98が製造されており、マークスマンライフルに近い性質のSVDとの使い分けがなされている。

## 派生型
ここで紹介するのはSVDの発展型であり、AKをベースにしたマークスマンライフルや狙撃銃の類は紹介しない。

### ロシア製軍用モデル

#### SVDS
SVDS(露: Снайперская винтовка Драгунова складной 折りたたみ式ドラグノフ狙撃銃の意)は、SVDの銃床を折りたたみ可能な銃床に変更したモデル。イズマッシュ造兵廠で生産され、1995年に空挺部隊向けとしてロシア軍に採用され6V3のGRAUコードが付与されている。
- 全長：1135 mm / 875 mm[2]
- 銃身長：697 mm[2]
- 重量：4680 g[2]

ロシア国防省は歩兵戦闘車両で輸送するなどの際やアフガニスタン紛争時に空挺部隊からSVDは全長が長く邪魔であるとし改善を要求した。それを解決するためにイジェフスク機械製作工場のG.N.ニコノフ、A.I.ネステロフ、A.S.アニシモワの開発チームによって1978年ごろから従来の性能を維持したままSVDの全長を短縮する試みが開始された。結果としてAKS-74の折りたたみ銃床を取り付けたモデルをロシア陸軍に提出したが許容できないまでに精度が悪化したため拒否された。
その後も銃床を中心に開発を続け、やがて現在のSVDSのものに近い2本の管状金属製パーツとプラスチック製銃尾で構成された銃床が開発されそれをSVDに取り付け一般向けに従来同様の銃身を備えたSVDS-Aと565mmの短縮銃身を備え空挺部隊などの特殊用途向けに開発されたSVDS-Dをロシア陸軍に提出した。
その結果短い銃身を備えたSVDS-Dのみを1995年8月26日ロシア連邦政府令No.849によってSVDSとして空挺部隊向けに採用することを決定した。
構成はレシーバー右側に折りたたみ可能な管状金属で構成された銃床を取り付けておりこれにはプラスチック製銃尾と角度調整可能なチークパッドを備えている。銃床の変更によりグリップはプラスチック製の独立型ピストルグリップに変更された。銃身は565mmとより短く重いものが装着されている。レシーバーハウジングが強化され、ガスシリンダーブロックが改善されている。フラッシュハイダーもより短いものに変更された。

SVDと同じく、レシーバー左側面にドブテイルマウントを備えておりさまざまな照準器を装着することができる。NSPUを取り付けた状態は SVDSN1(GARU：6V3N1)、NSPUMを取り付けた状態はSVDSN2(GARU：6V3N2)、NSPU-3を取り付けた状態はSVDSN3(GARU：6V3N3)と呼ばれる。

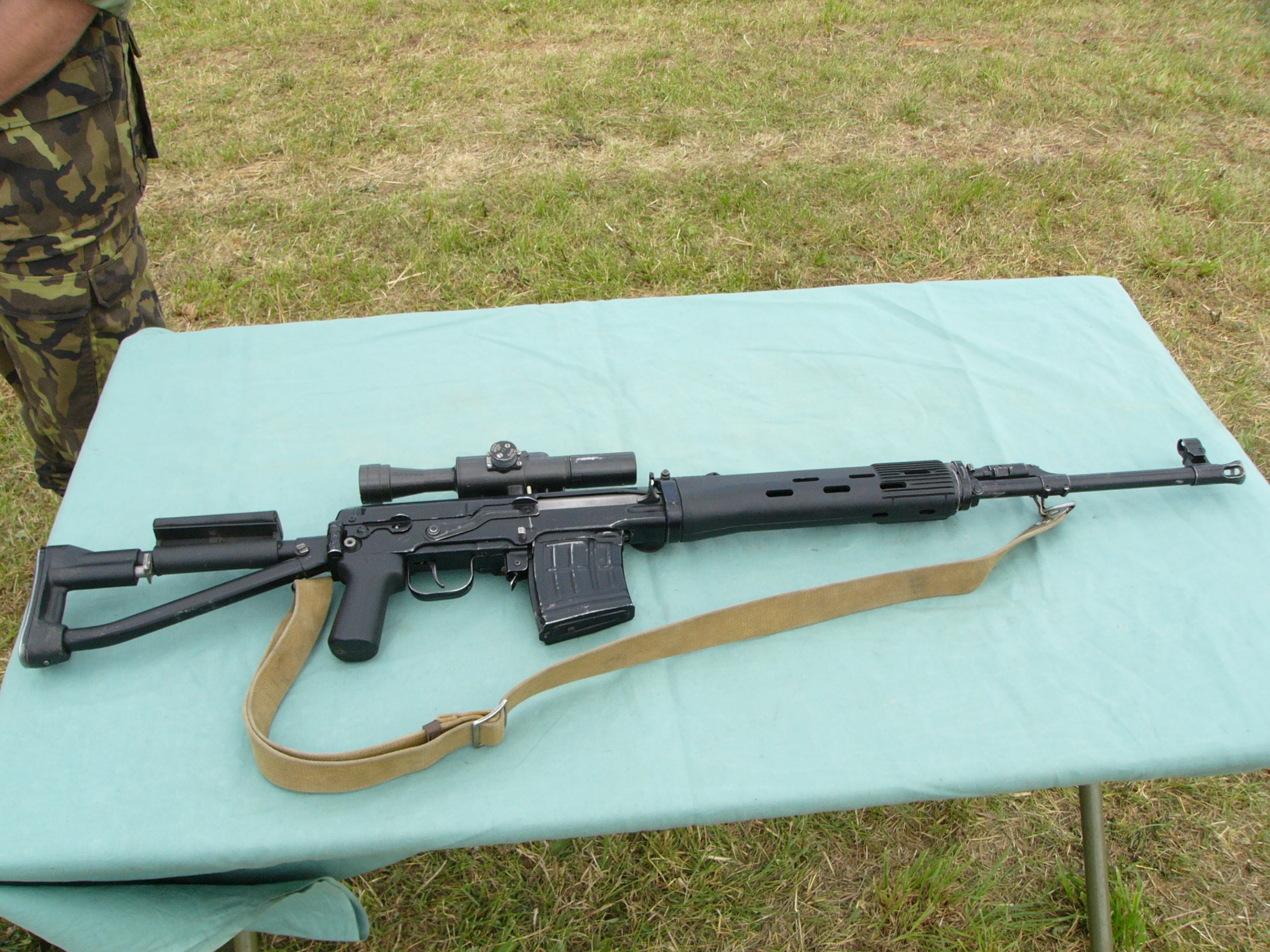
PSO-1を取り付けたSVDS。
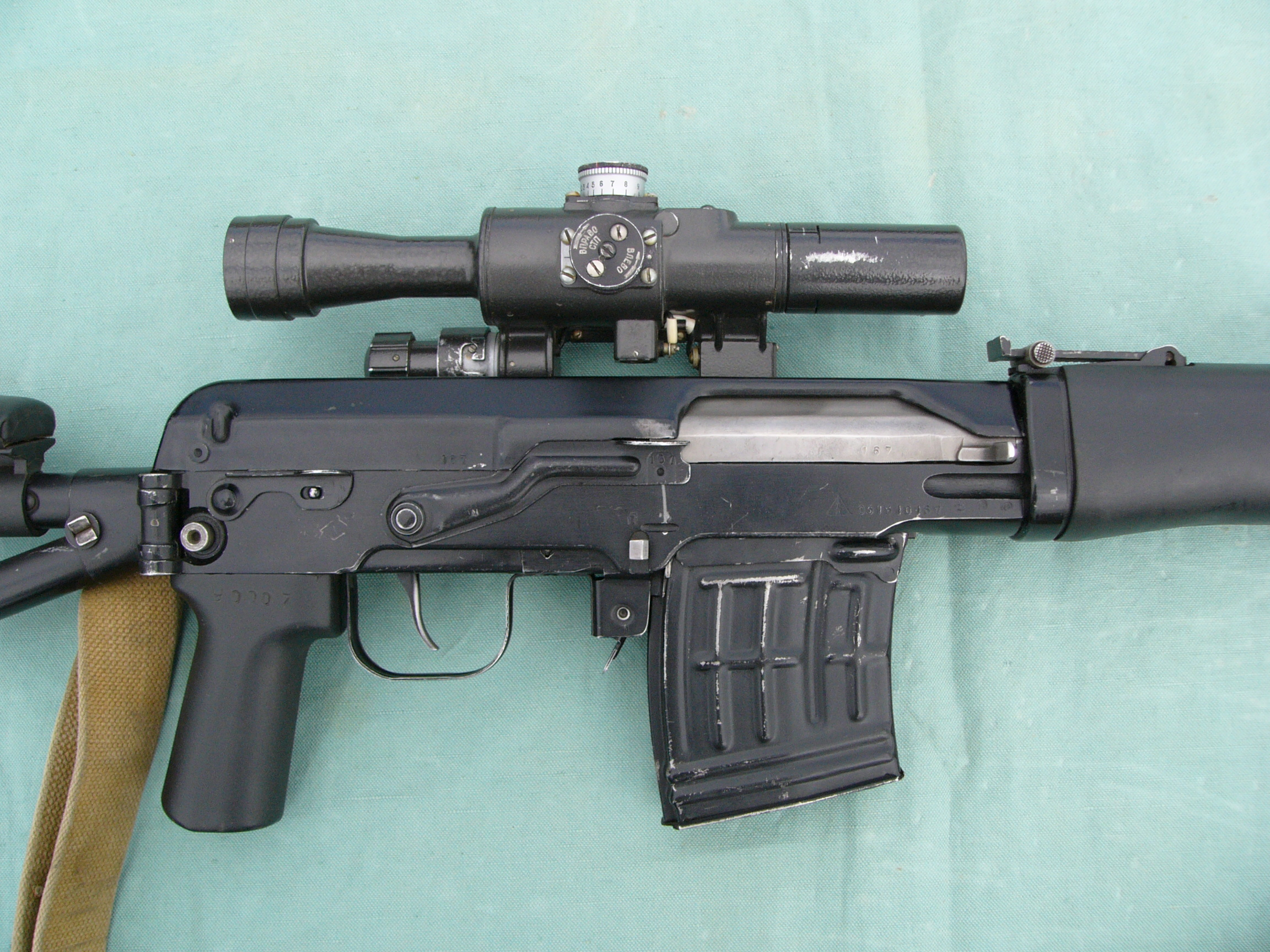
SVDSのセレクター付近。セレクター後方の小レバーはトップカバーやトリガーグループを固定している。
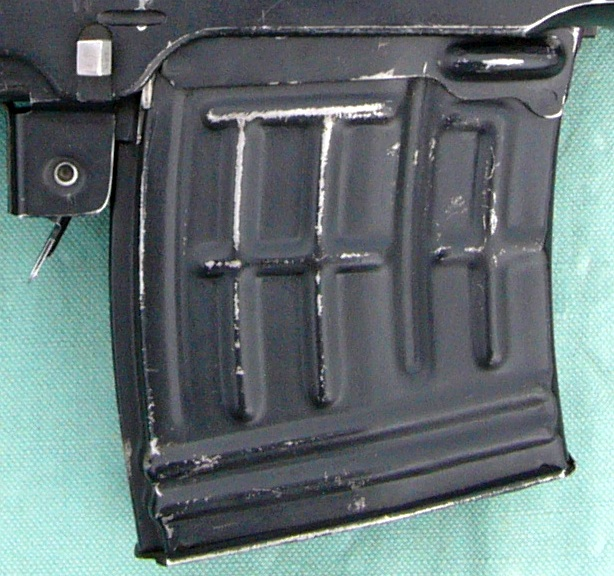
SVDのマガジン。7.62×54mm R弾を使用するSVD系統のライフルで使用可能。

#### TSV-1（ロシア語版）
TSV-1(露: тренировочная снайперская винтовка 訓練用狙撃銃の意)はE.F.ドラグノフが1968年に開発した狙撃兵の初期育成段階でSVDの基本的な使用方法を学習するために開発された。使用弾薬は安価な.22 ロングライフル弾に変更され作動方法もシンプルブローバックに変更されている。銃床とハンドガードはSVD同様で、銃身は若干短縮されている。マガジンはプレス加工製造された10連のものを使用し、照準器はPSO-1またはTO-4Mを使用する。

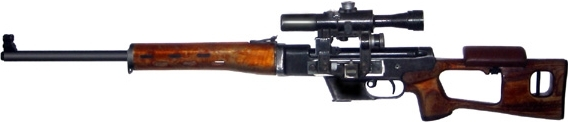
PSO-1を取り付けたTSV-1。
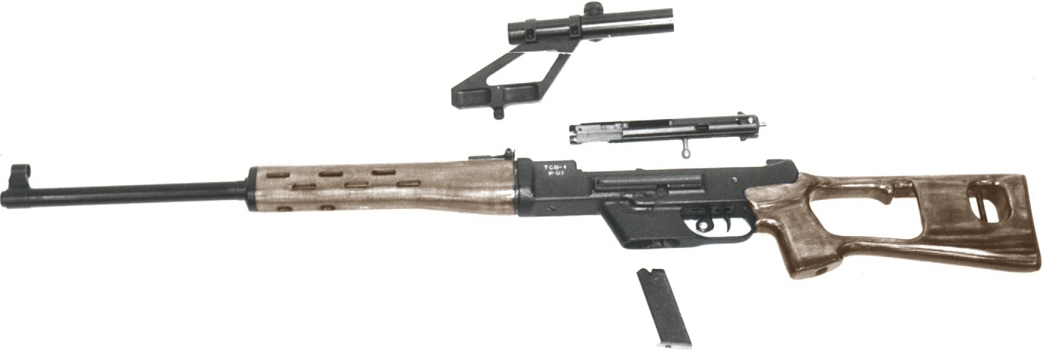
簡易分解されたTSV-1。装着している照準器はTO-4Mである。
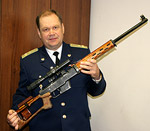
PSO-1を取り付けたTSV-1を持ったミハイル・ヴィクトロヴィチ・リスコフ大佐。

#### V-70
1960年代後半にGRAUが発表した「標準兵器改善のための研究」の枠組みの１つである「小型銃器と新型弾薬を作成するための研究」の一環として試作されたSVDにフルオート射撃機能を追加したモデル
この開発はE.F.ドラグノフのリーダーシップの下A.N.ヴォズネセンスキーなどの開発者によって計画が進められた。
1968年に開発された最初期試作モデルは再設計した銃床とハンドガードを取り付け、トリガーを変更し毎分720〜850発ほどのフルオート射撃を可能にした。またその影響で長時間の射撃に耐えられるよう肉厚に変更された銃身とガス導入量調整機能を備えている。従来よりも軽量化されフロントサイト前に取り付けるよう再設計された二脚、10連の従来マガジンに加え15連、20連の拡張マガジンが取り付けられる。
この1968年モデルの試験の評価はあまり良くなかったが、フルオート射撃効率の面では他国のM14、AR-10、FALよりも高い評価を受けることができた。
1970年にV-70として2番目の試作モデルが開発された。V-70は1968年モデルより短縮された銃身を備えていた。射撃速度は毎分600〜730発に減少し、マガジンは20連のもののみになった。V-70の試験は自動小銃の枠組みからRPKなどの軽機関銃の枠組みに変更され試験された。試験の評価はまたしてもあまり良くなくこれ以上の開発は中止されたが、V-70の二脚をベースに1999〜2000年にかけてS-1という新型二脚が開発された。

#### フィンバップ狙撃銃
1970年代にV-70と同様の研究の中で新型弾薬として試作されたフレシェット弾である4.5/10mm SFB弾を使用するSVD。この新型弾の開発は"フィンバップ"として指定を受けTsNIITochMashにて開発され、N.S.ルキンが対応した銃器をSVDをベースに開発した。それによって開発されたフィンバップ狙撃銃は15連のマガジンとライフリングのない滑腔銃身を備えていた。フィンバップ狙撃銃から射撃された4.5/10mm SFB弾は1100〜1200 m/sというかなり高い銃口初速を発揮する。
試験されたが、4.5/10mm SFB弾の射撃直後に排出されるプラスチック製の弾薬カバーが射手や周囲にいる兵士を傷つける可能性があったことや十分な貫通力が得られなかったことなどから開発は中止された。

#### AF
1970年代にV-70と同様の研究の中で"フラッグ"という計画内で試作されたSVDの5.45×39mm弾を使用する軽機関銃仕様。開発はM.E.ドラグノフ、Yu.K.アレクサンドル、V.M.カラシニコフで進められた。

使用弾薬の変更の影響でリアサイトは最大1,200mから最大1,000mに変更され、45連のRPK-74用大容量6L19マガジンを使用する。

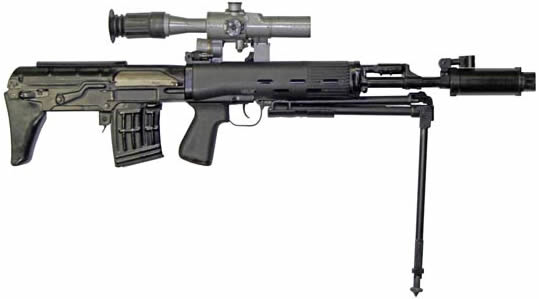
PSO-1を装着したSVU-AS

#### SVU／OTs-03
SVU(露: Снайперская винтовка укороченная 短縮狙撃銃の意)(またはOTs-03)はロシアのTsIKB SOOにて1975年ごろに空挺部隊向けに開発されたSVDをブルパップ方式に変更したセミオート狙撃銃である。SVU-AやSVU-ASなどの様々な派生型が存在する。

#### VS-121
VS-121は、カラシニコフ・コンツェルン社が開発したSVDベースのブルパップ狙撃銃。レシーバーはSVDのものを流用し、より人間工学に対応した銃尾とグリップ、4面のピカティニーレールを備えたハンドガードを備えている。

#### SVDK（ロシア語版）
SVDK(露: Снайперская винтовка Драгунова крупнокалиберная 大口径ドラグノフ狙撃銃の意)(GARU：6V9)は、"ヴロムシク"と呼ばれる開発トライアルの中でカラシニコフ・コンツェルンによって開発され、トライアルを制しロシア軍への採用を勝ち取ったSVDSの大口径弾(ロシアの分類上9mm以上の口径を持つライフル弾。)仕様。
全長：1250mm／965mm
銃身長：620mm
重量：6.5Kg(照準器と二脚を取り外した状態)
"ブロムシク(ロシア語で強盗を意味する。)"は個人用保護具を着用した目標や障害物または非装甲車両越しでの射撃で確実な殺傷性を維持できる銃器を開発するために開始された。貫通力や射程距離を伸ばすために使用弾薬を9.3×64mm 9SN(GRAU：7N33)というヴァイマル共和国で狩猟用として開発された9.3×64mm ブレネケ弾の軍用弾仕様に変更している。この使用弾薬の大幅な強化によってボルトキャリアーやガスブロック、マガジンハウジング、グリップ、銃床などが大型化および強化がされている。SVDK100mの範囲で厚さ10mmのアーマープレートを80%で貫通することができる。不安定な状態での射撃精度は既存のモデルより悪化しているが二脚展開時の安定した状態での精度は向上している。

銃身下部からハンドガードにかけて金属板で補強がされており二脚展開時に銃身への負担を減らす効果がある。二脚は取り付け位置がマガジン前からハンドガード前の銃身に変更され収納時はハンドガード下部に固定される新型のものである。銃床はSVDSのものをほぼそのまま取り付けているが弾薬の変更による反動の増大に対応するため銃尾がより肉厚なものに変更されている。また銃口装置もデザインが若干変更されており着剣ラグは省略されている。照準器は初期ではSVDと同様のPSO-1を使用していたがやがて3〜10倍の1P70を使用するよう変更された。また夜間には暗視装置も搭載が可能である。

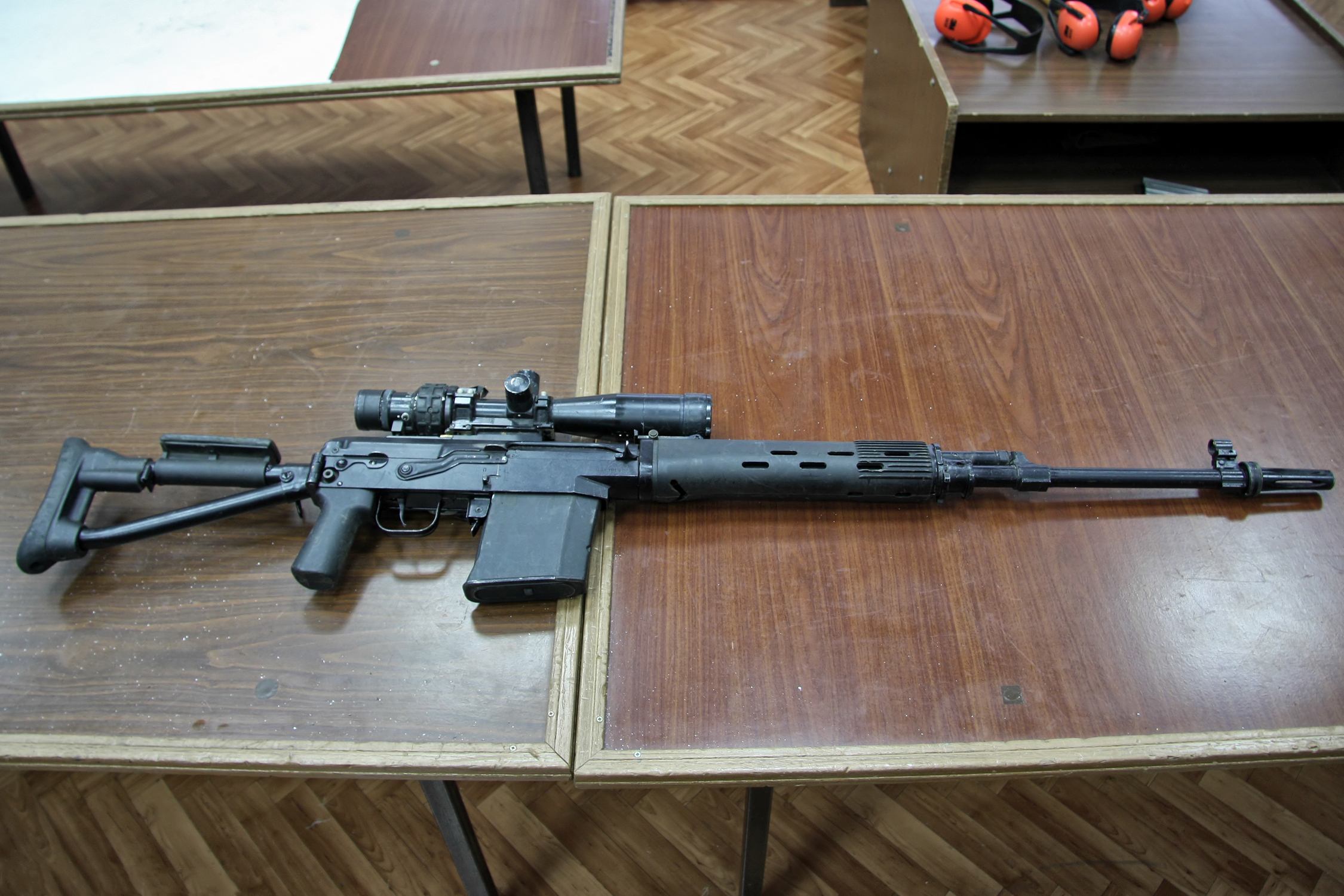
1P70を装着したSVDK(右側面)
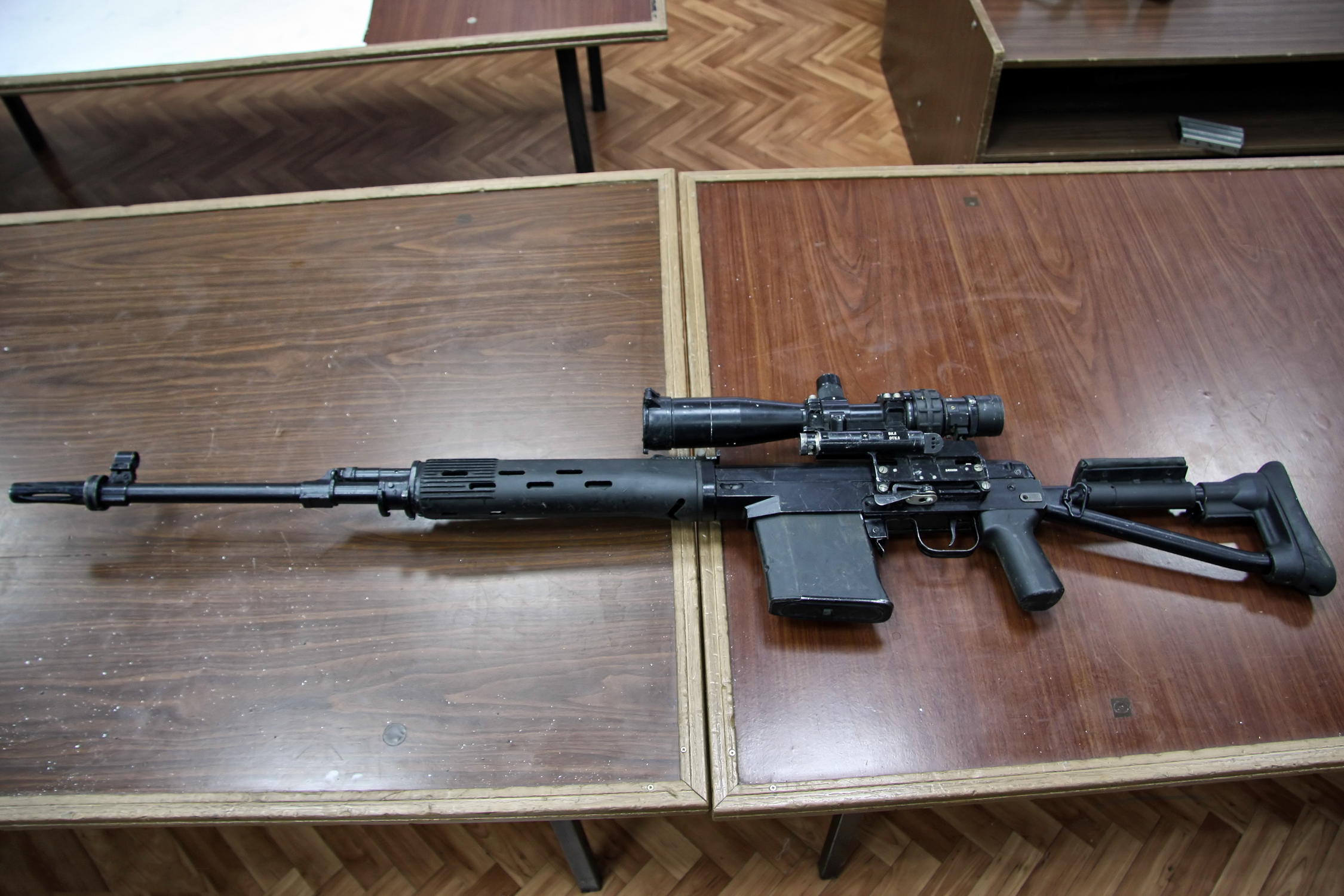
1P70を装着したSVDK(左側面)
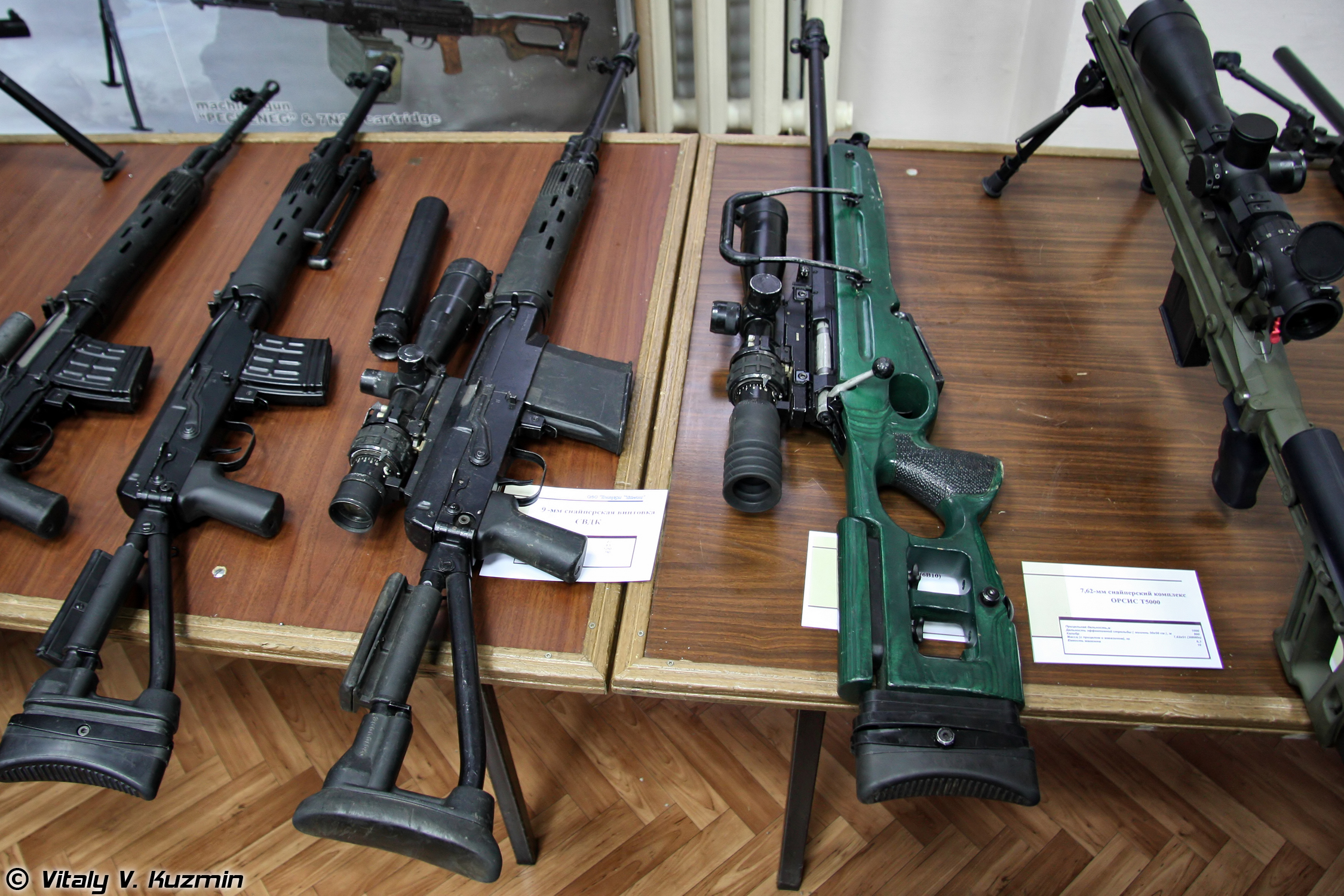
右からSV-98、SVDK、SVDM、SVDS。

#### SVDM

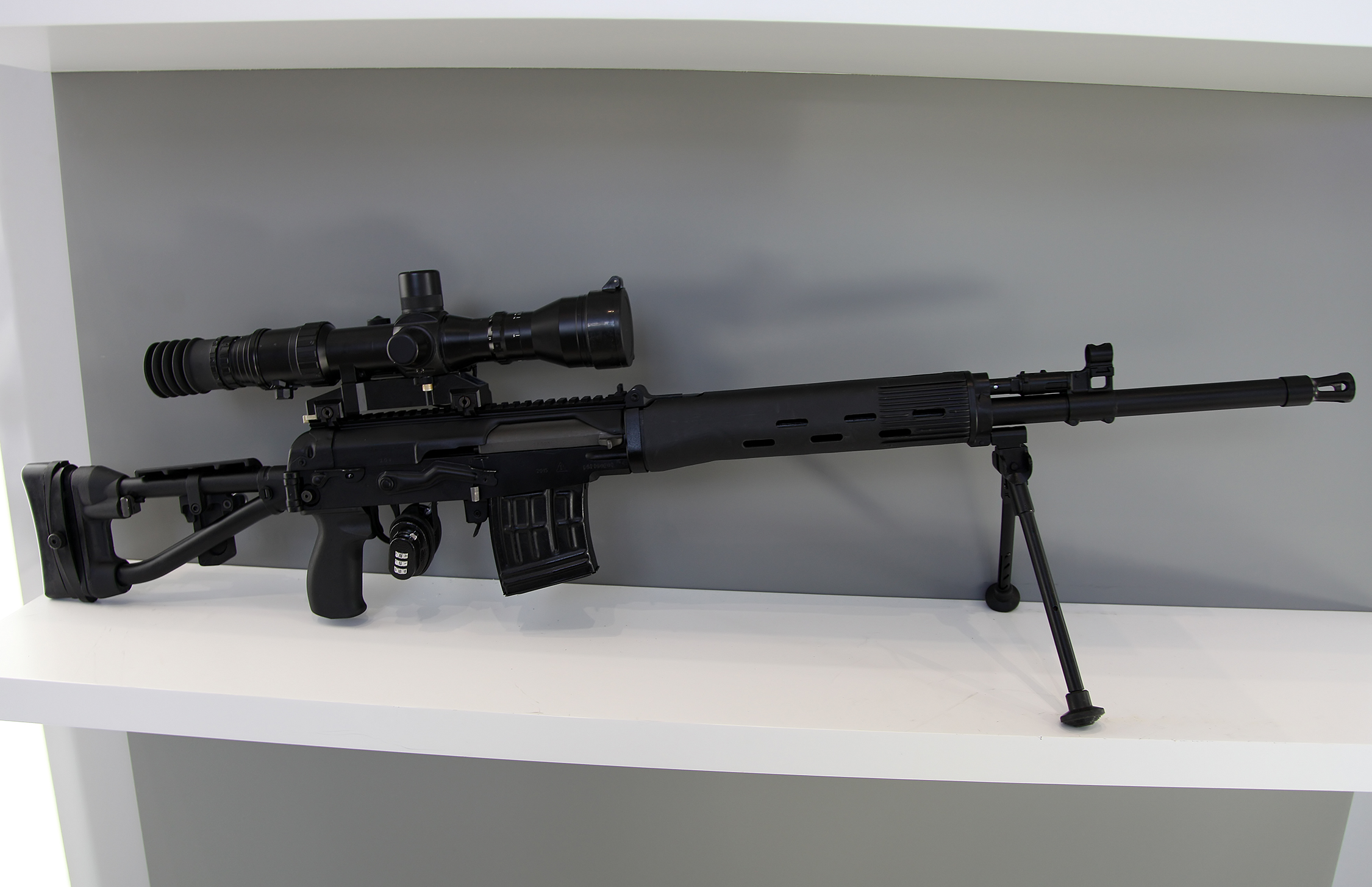
1P88-4を装着したSVDM。

SVDM(露: Снайперская винтовка Драгунова модернизированный 近代化ドラグノフ狙撃銃の意)は、カラシニコフ・コンツェルン社がSVDSを近代化したモデル。
全長：1135mm／975mm
重量：5.3Kg
550mmの肉厚バレル、SVDSの銃床をベースに銃尾とチークパッドが調整できるようになった銃床、より人間工学に対応したグリップ、容易に取り外せる二脚、ピカティニーレールを備えたトップカバーを備えている。またドブテイルマウントからピカティニーレールに変更されたことにより照準器はPSO-1から1P88-4に変更された。そして国外輸出向けモデルとして使用弾薬を7.62×51mm NATO弾に変更したモデルが存在する。

### ロシア製民間用モデル

#### タイガー isp.01
ロシア向け民間モデル。主に猟銃用として販売されておりマガジンが5連または10連のものを使用する。着剣リグが排除されている。銃身は短縮された530mmのものと従来の620mmの2種類が存在し、530mmのモデルは銃口装置がSVDS同様の短縮されたフラッシュハイダーに変更されている。

#### タイガー isp.02
タイガー isp.01のSVDS仕様。銃身は620mmと530mmが存在し、SVDS同様の折りたたみ可能銃床と独立型ピストルグリップ、フラッシュハイダーを備えている。

#### タイガー isp.05
タイガー isp.01の前期型SVD仕様。銃身は620mmと530mmが存在し、銃床とハンドガードが木製のものになっている。

#### タイガー LOT isp.06
タイガー isp.01のLOT仕様。銃身は620mmと530mmが存在し、銃床は社外製の折りたたみ可能でチークパッドの高さ、銃床の長さ調整が可能な多機能銃床に変更。グリップには特殊なアダプターが取り付けられておりAR-15のグリップに対応している。ハンドガードはサイドレールを介して取り付けられる五角形の社外製ハンドガードを取り付けており、上部はピカティニーレールでその他の面にはKey-MODスロットが張り巡らされている。またアイアンサイトは省略された。

#### タイガー LOT isp.08
タイガー LOT isp.06のグリップを変更したモデル。AR-15グリップを取り付け可能にするアダプタではなくAK-12 2018年モデル同様のグリップが取り付けられている。

#### タイガー アドバンスド
タイガー isp.01のカスタムモデル。銃身は620mmと530mmが存在し、銃床を狙撃に特化したチークパッドと銃尾を精密に調整できるものに変更し、グリップはAKタイプのより握りやすいものに変更している。ハンドガードは細い円柱形の物に交換されており全面にKey-MODスロットを備えておりアタッチメントの取り付けが可能。ガスブロックはAK-12のようなフロントサイトと一体型のものに変更されており、銃口には取り外し可能な左右4つ穴の空いた独自マズルブレーキを取り付けている。

#### タイガー308
タイガーの.308 ウィンチェスター弾仕様。銃身は565mmのものと620mmの2種類が存在する。タイガー同様のサムホール銃床、ハンドガードを備えている。銃口にはSVDSの短縮されたフラッシュハイダーが取り付けられている。
使用弾薬は.308 ウィンチェスター弾に加え.30-06 スプリングフィールド弾仕様のタイガー30-06が存在する。

#### タイガー308 isp.01
タイガー308の狩猟用モデル。銃身は565mmのものと620mmの2種類が存在する。銃床をライフル銃床に変更し、ハンドガードも放熱穴のないものに変更されている。
使用弾薬は.308 ウィンチェスター弾に加え.30-06 スプリングフィールド弾仕様のタイガー30-06 isp.01が存在する。

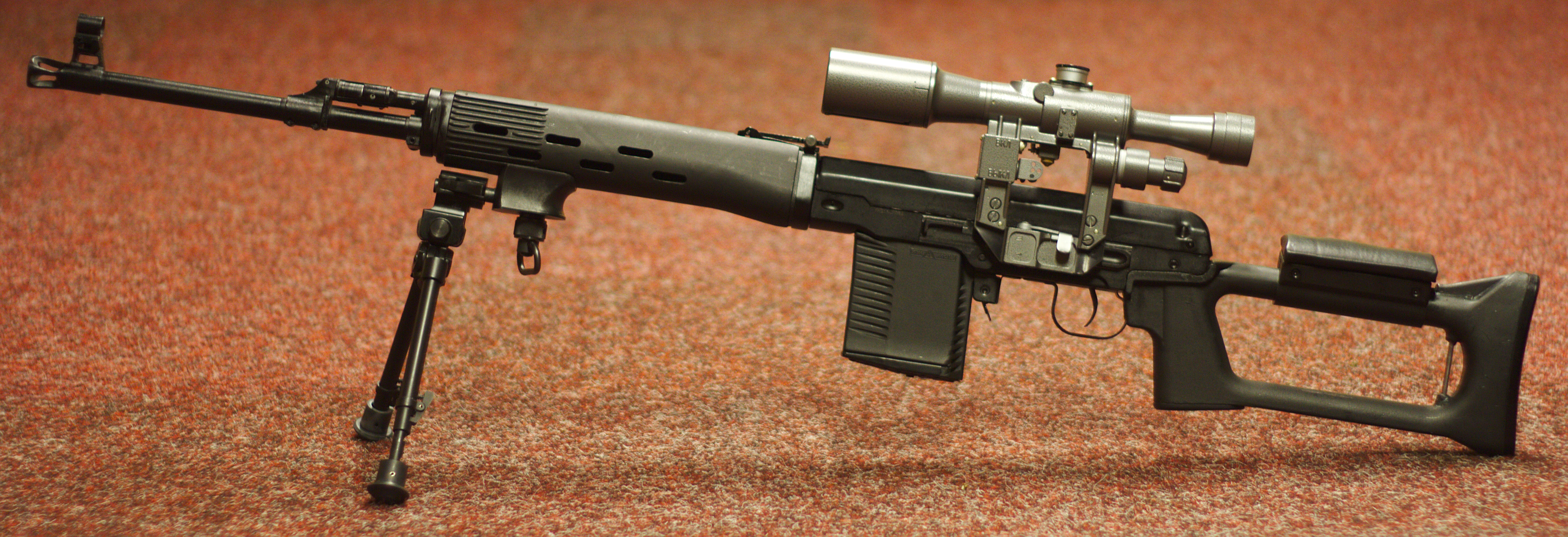
タイガー308 isp.02

#### タイガー308 isp.02
タイガー308の後期型SVD仕様。銃身は565mmのものと620mmの2種類が存在する。銃床とハンドガードを黒色ポリマーで構成している。
使用弾薬は.308 ウィンチェスター弾に加え.30-06 スプリングフィールド弾仕様のタイガー30-06 isp.02が存在する。

#### TG3
2018年に公開されたSVDのロシア銃規制に配慮した民間向けカービン仕様。使用弾薬は9.6/53 ランカスター弾に変更されおり、この弾薬はロシア銃規制上でライフルの判定を受けない浅いライフリングで射撃できる特殊な弾薬である。銃身は620mmと530mmが存在し、SVD同様の木製銃床とハンドガードを備えている。マガジンは5連のシングルカラムマガジンを使用する。

#### TG3 isp.01
TG3の後期型SVD仕様。銃身は620mmのものと530mmの2種類が存在する。銃床とハンドガードを黒色ポリマーで構成している。

#### TG3 isp.02
TG3 isp.01のSVDS仕様。銃身は620mmのものと530mmの2種類が存在する。SVDS同様の折りたたみ可能銃床と独立型ピストルグリップ、フラッシュハイダーを備えている。

### 外国製

#### SVD-M／SWD-M
ポーランドのウーチニクにて1990年代に開発、生産された独自近代化モデル。1990年代初頭に900挺のSVDを独自改良する"バリート"という計画が開始され、1993年には試作型が完成した。実際に1990年代半ばには159挺のSVDがSVD-Mへ換装された。
銃身とレシーバーは独自のものに交換され、ハンドガードは左右3つの放熱穴が空いた独自のものに変更し、二脚はハンドガードに巻き付けるような形で取り付ける独自のものに変更された。照準器はPSO-1からより優れたLD-6 6×42に変更されている。
79式狙撃歩槍
中国の中国北方工業公司がコピー生産したもので、中国人民解放軍で制式採用された。
85式狙撃歩槍
中国北方工業公司製79式狙撃歩槍の発展モデル。
NDM-86
中国北方工業公司の輸出モデル。EM351は7.62×54mm R弾仕様、EM352は7.62×51mm弾仕様である。

#### アル・カデシア（ロシア語版）
イランにてタブク狙撃銃とともに1980年代から2003年までアル・カデシア・エスタブリッシュメントにて生産されたSVDとルーマニアのPSLをベースとした狙撃銃。
ほぼ全ての部品を独自規格で構成しており、銃床はSVDのものより横幅が大きく、それに伴ってチークパッドも寸法が変化している。ハンドガードは左右4つずつ放熱穴が開けられたものを取り付けており、レシーバーも若干延長されたものが使用されている。マガジンにはヤシの木を模った装飾が刻印されている。照準器はPSO-1またはPSO-1の現地生産モデルであるLPS 4×6°TIP2、M76用のZRAK M76 4×5を使用する。

作動機構はショートストロークガスピストン方式ではなくAKと同様のロングストロークガスピストン方式でありボルト、ボルトキャリアもAKのものを大型化したようなものを使用している。

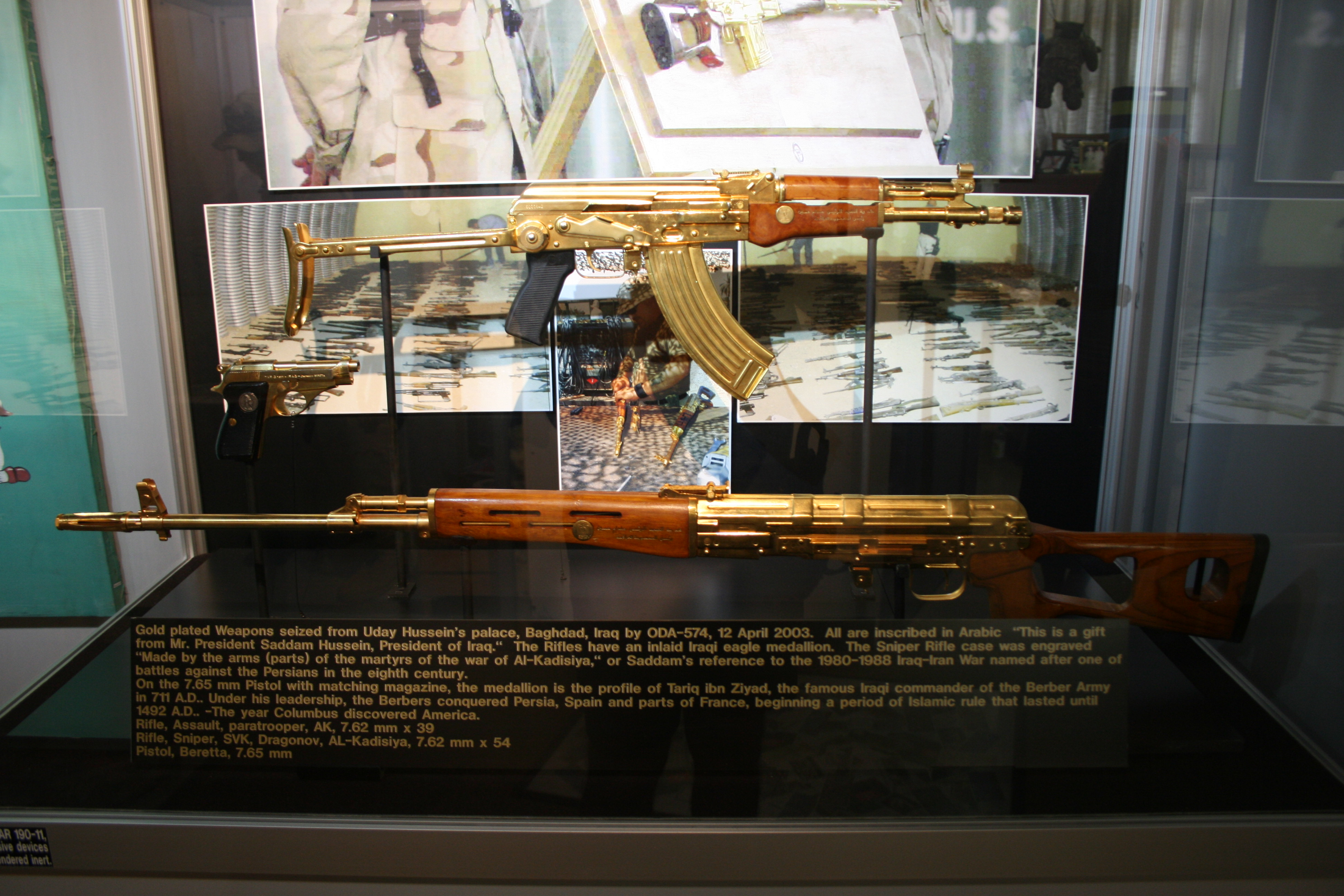
フォートリバティ博物館にて展示されるゴールド塗装を施されたアデン・タブク(上)とアル・カデシア(下)。
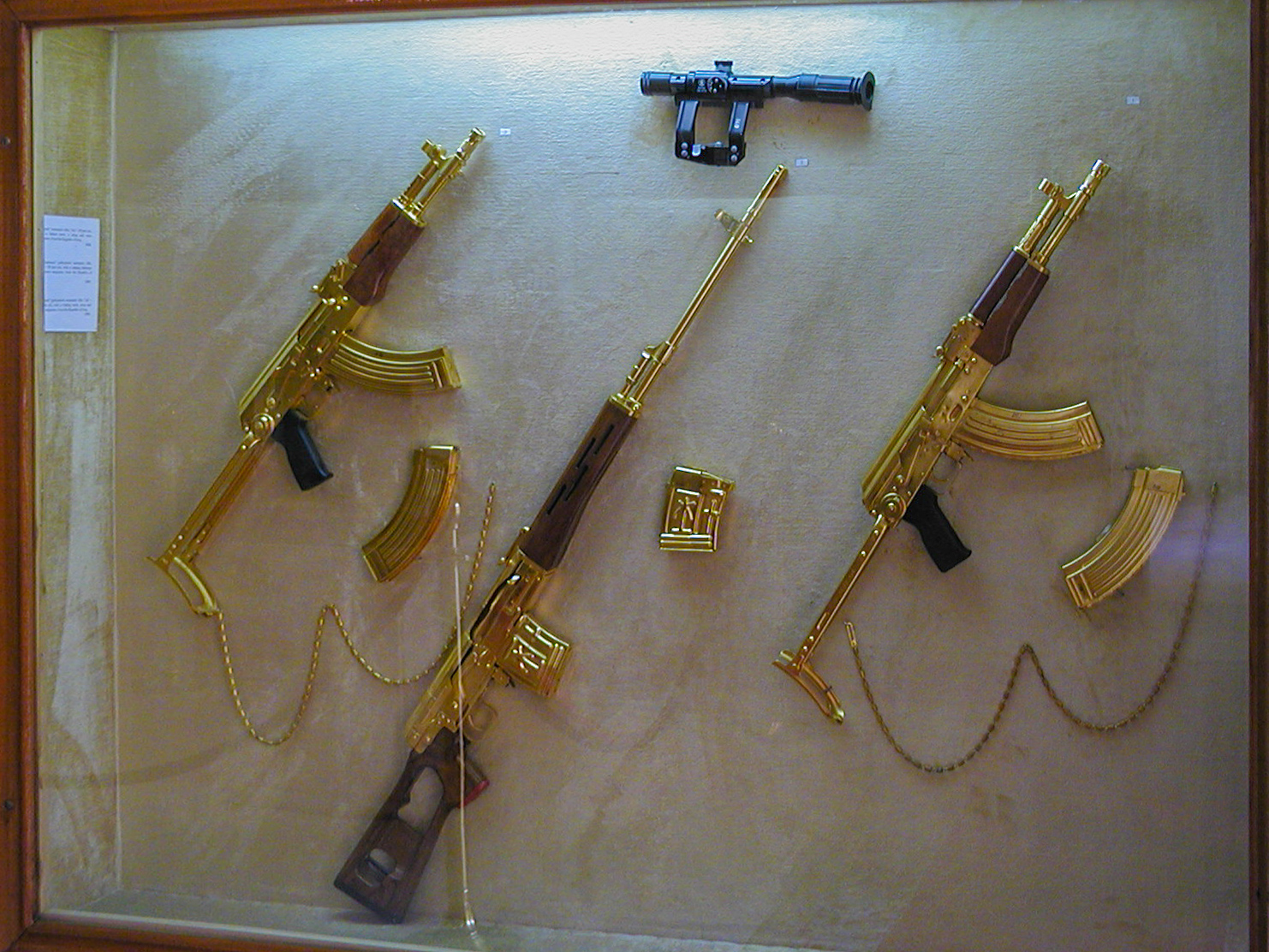
アルディン宮殿に展示されているゴールド塗装を施されたアデン・タブク(右、左)とアル・カデシア(中)。
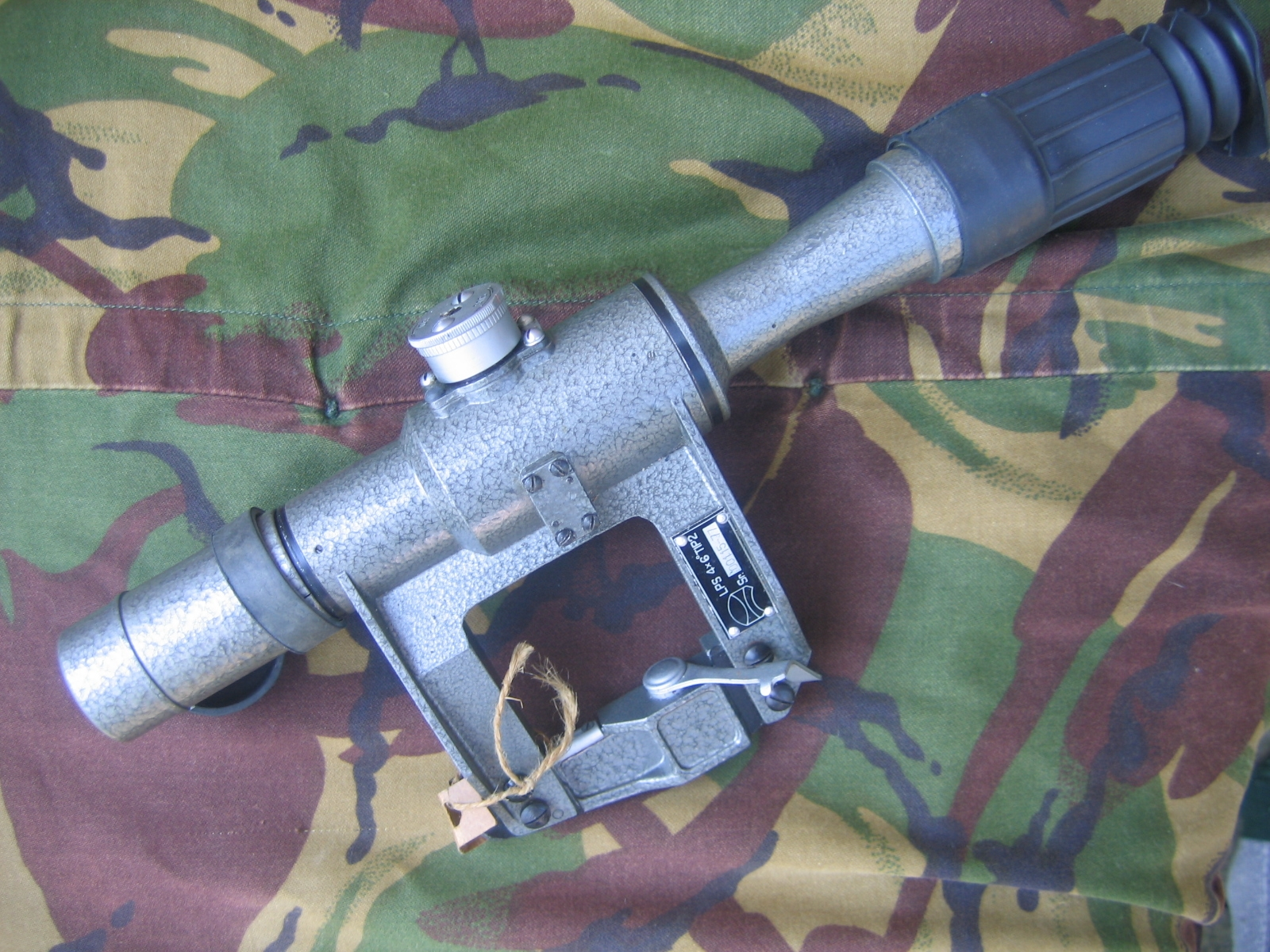
LPS 4×6° TIP2

## 日本での所有

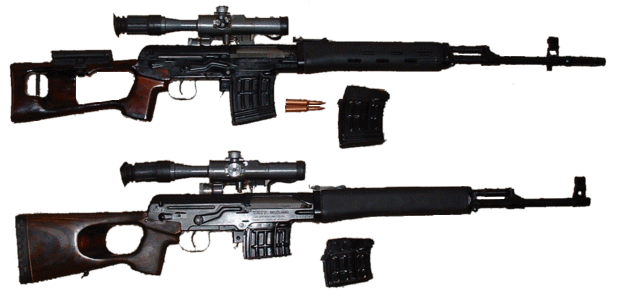
PSO-1を装着したSVD(上)と狩猟用モデルのタイガー(下)。

日本では猟銃(ライフル銃)として民生向けモデルが取得可能で、実際にイズマッシュのタイガーは所持許可の実績もある。用途は狩猟目的に限定され、マガジン装填数を5発以内にする改造を施さなければならないほか、ライフル銃取得に必要な資格(狩猟免許など)および適当な経歴を要する。
なお、日本ではほかの軍用狙撃銃をベースにした民間向けライフルも、上記の条件が通れば法規制上は所持できることになっているが、多くのモデルは弾倉が着脱可能であり、装弾数を5発以内とすることが担保できないことから所持許可が下りないケースもある。

## 画像

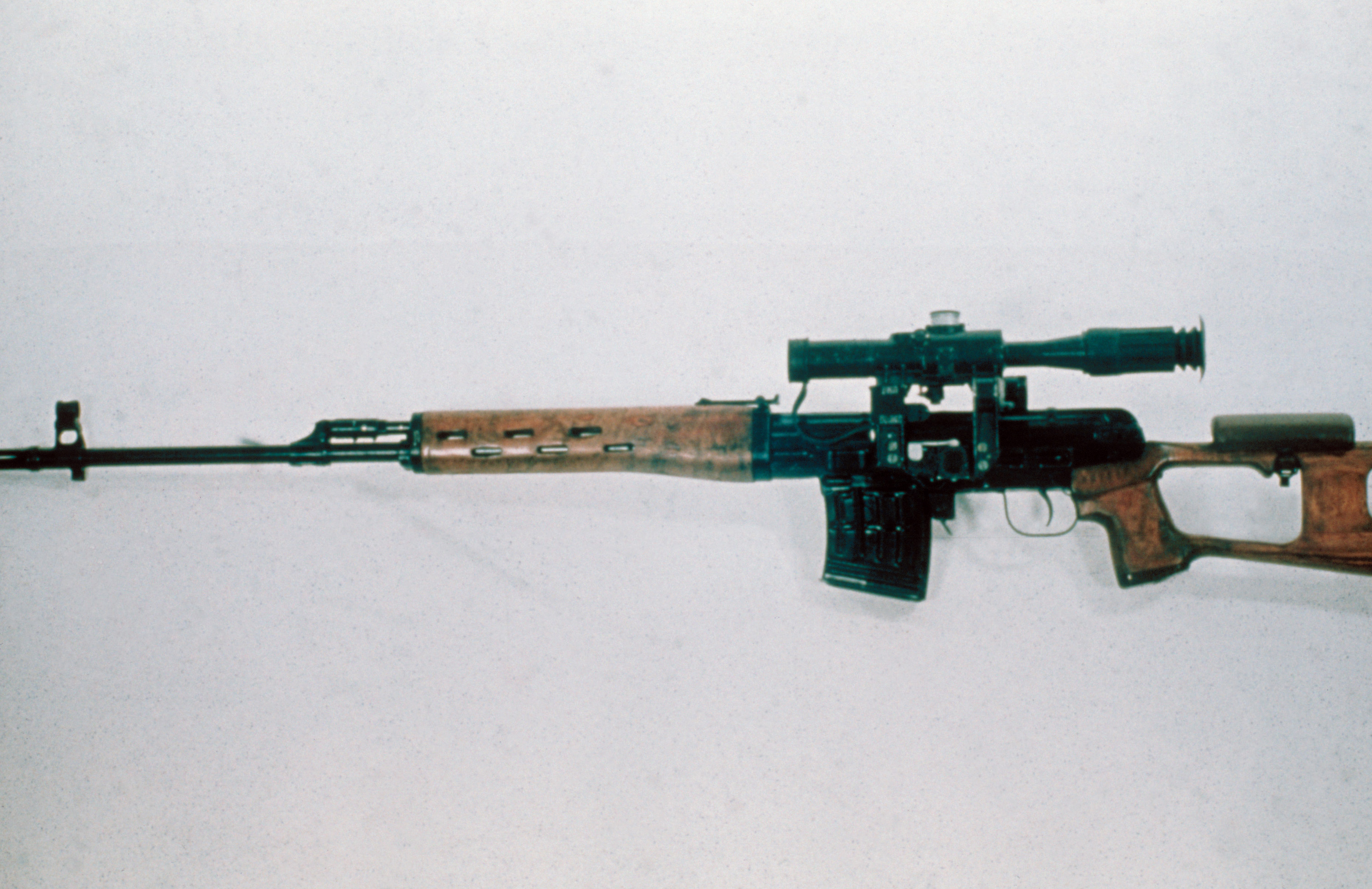
初期型のSVD。
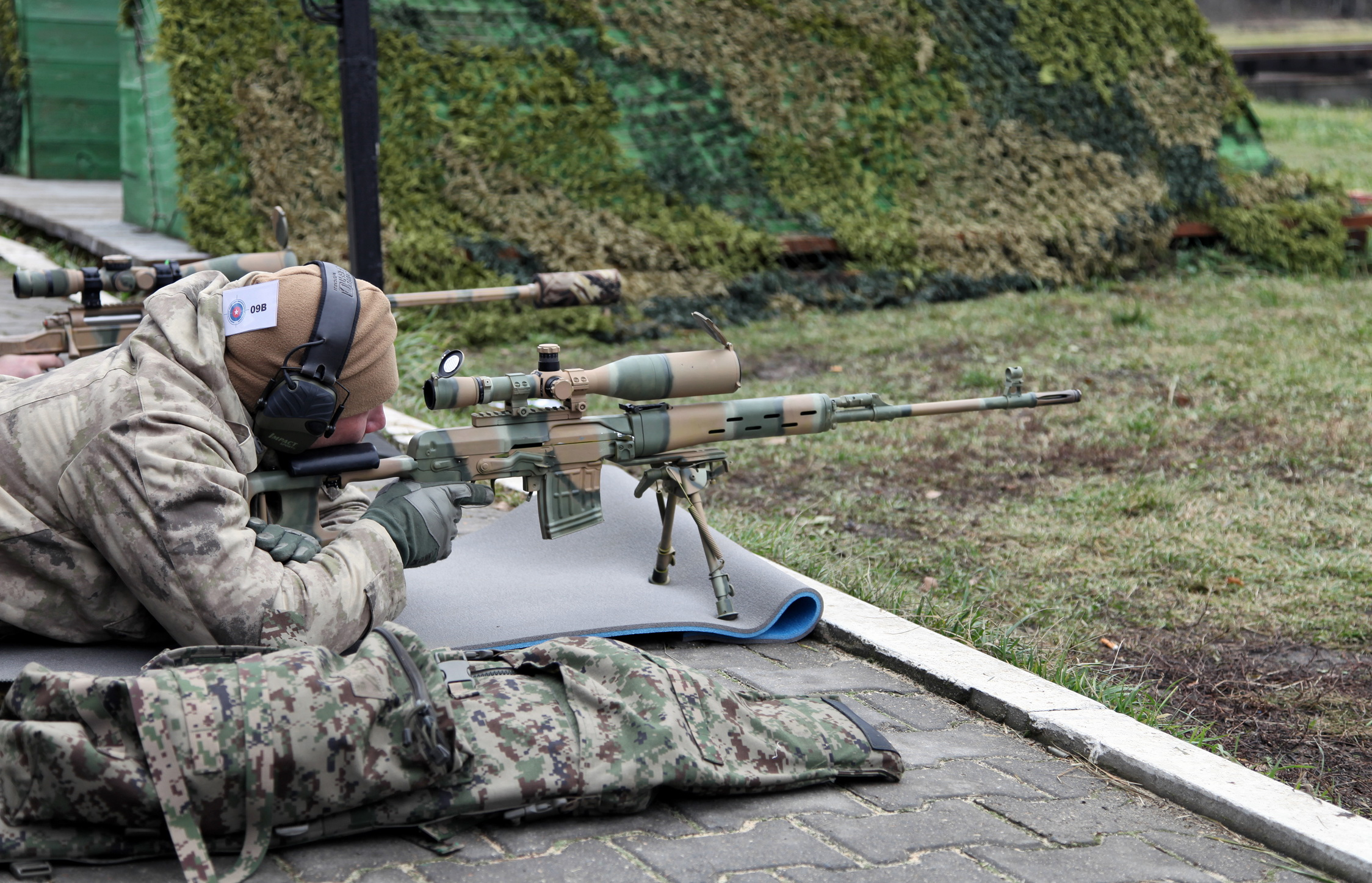
第4回10月狙撃コンテストの参加者。このSVDには着剣ラグが無い
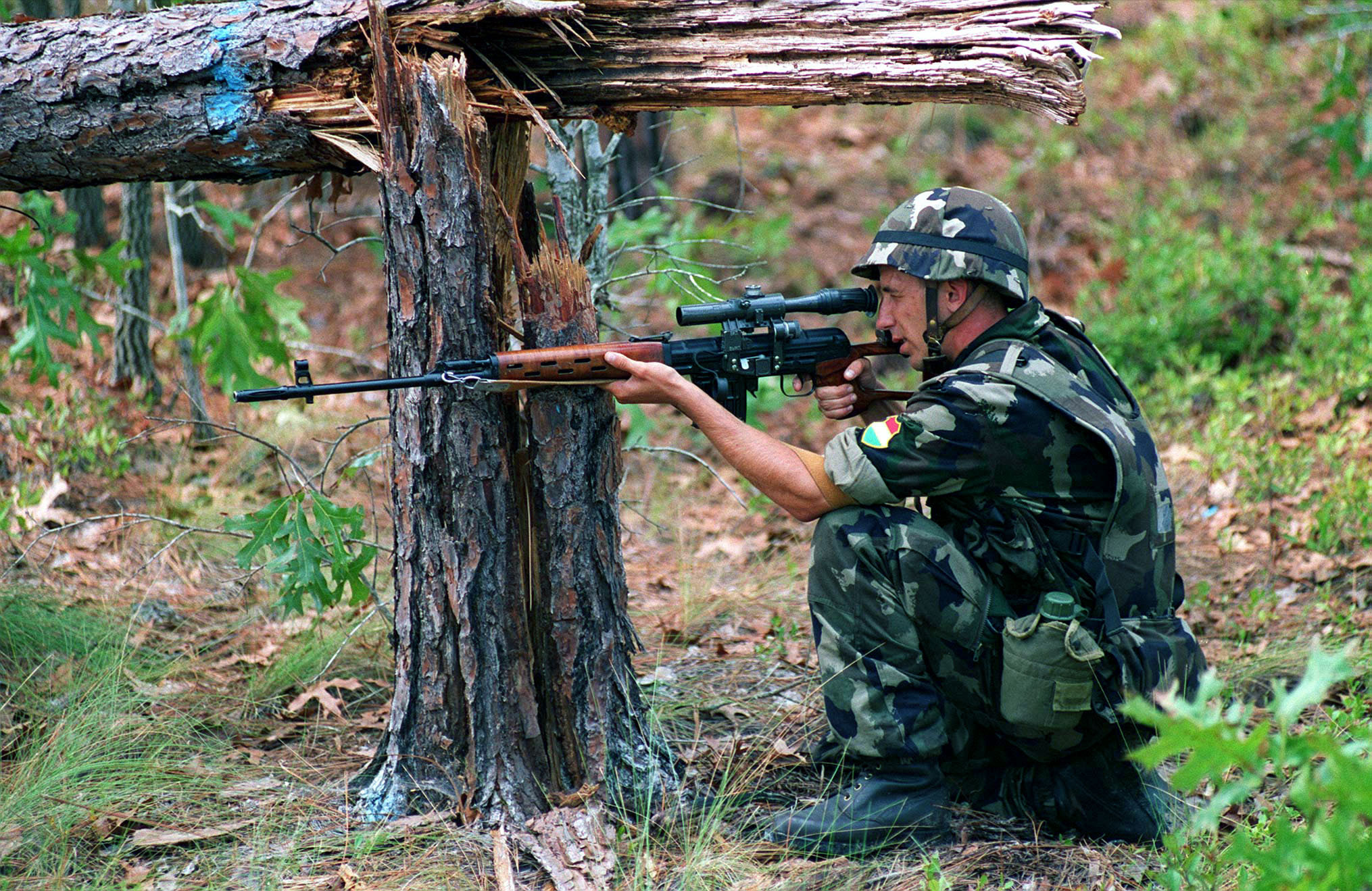
SVDを構えている射撃訓練中のハンガリー軍兵士
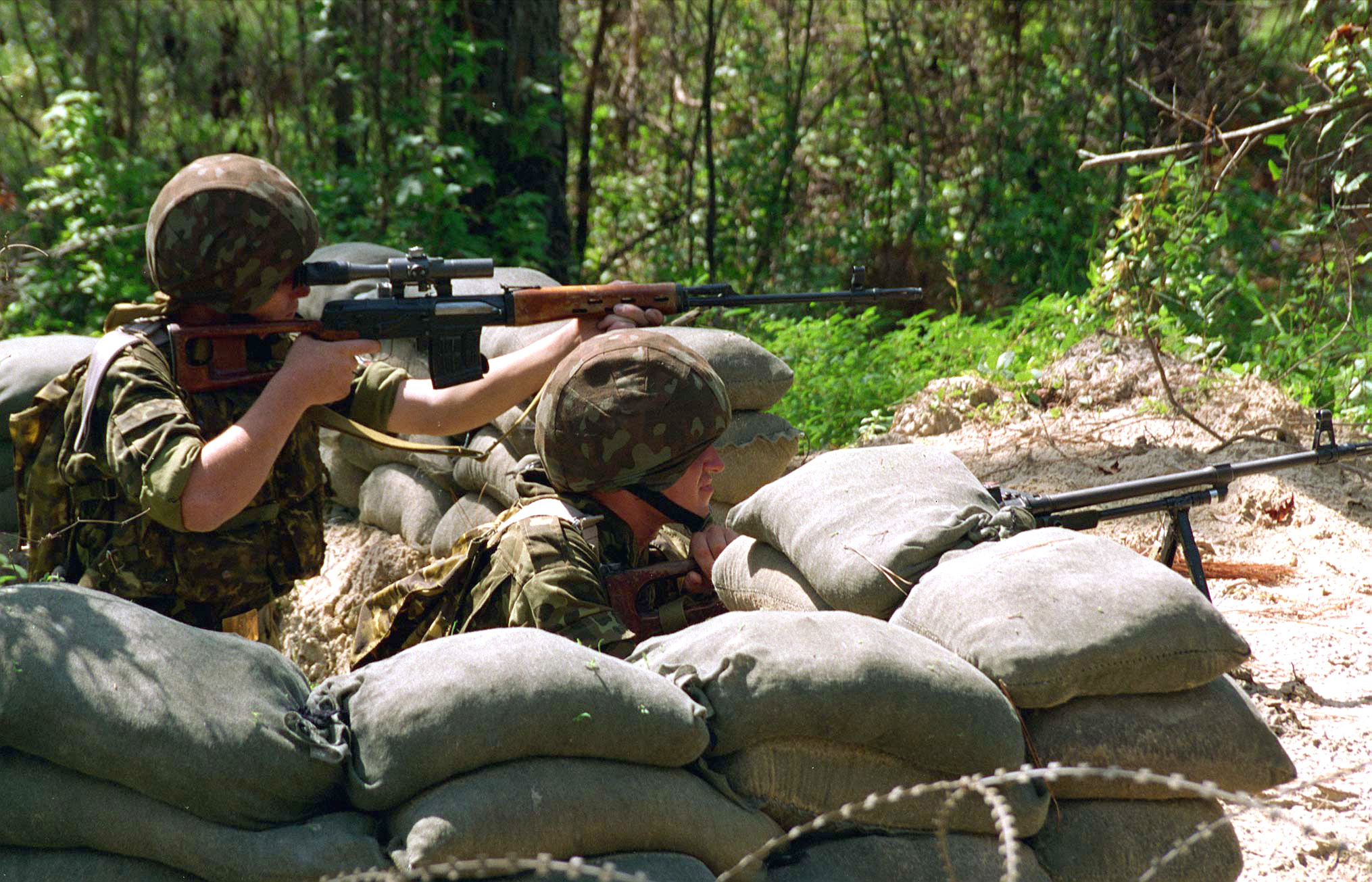
SVDを構えるカザフスタン軍兵士(1996年8月16日)
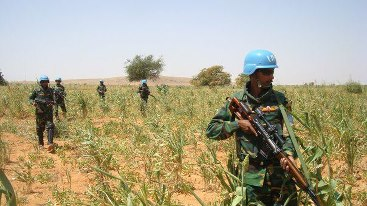
SVDを装備したバングラデシュ軍兵士
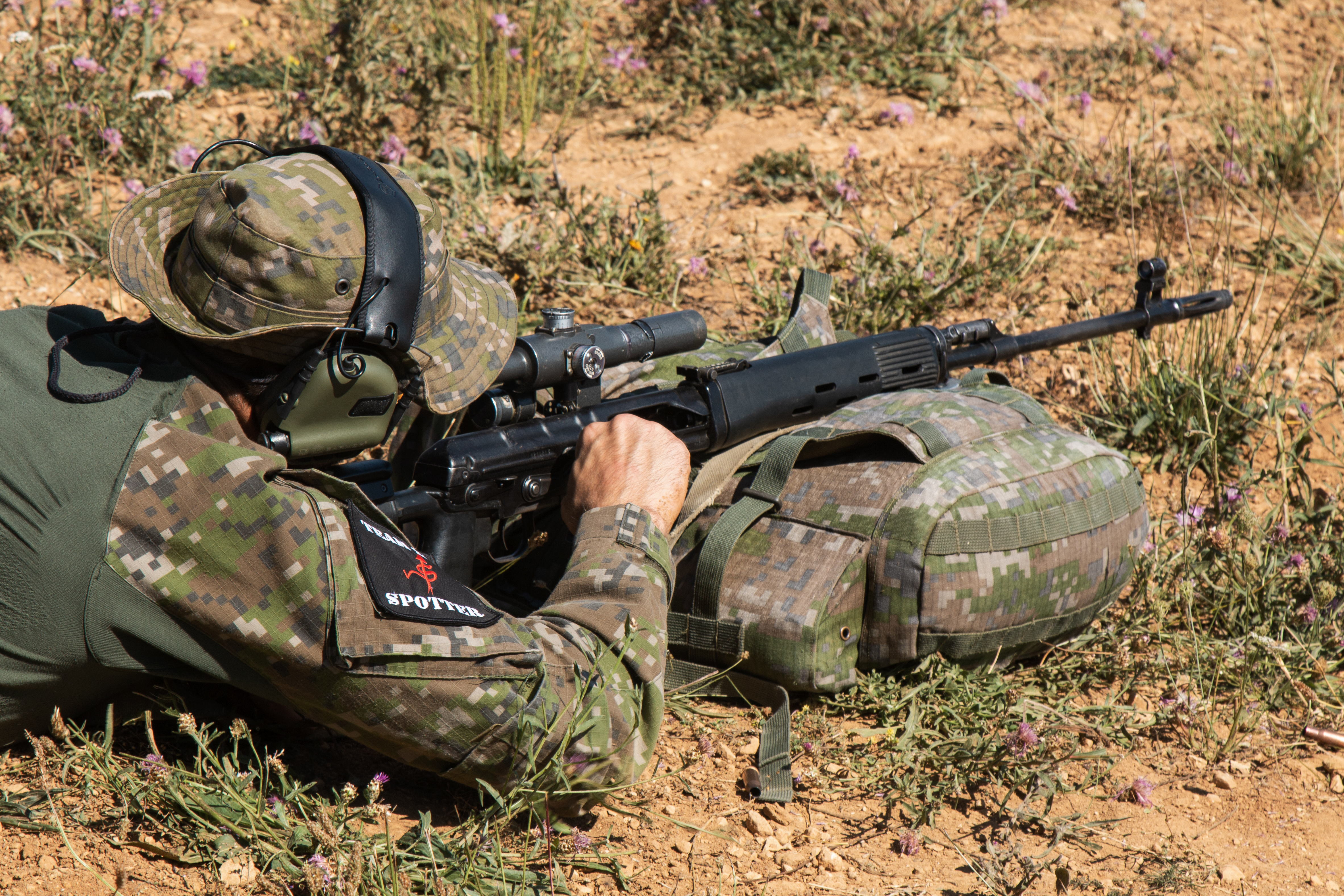
SVDを構えるスロバキア共和国軍狙撃手。
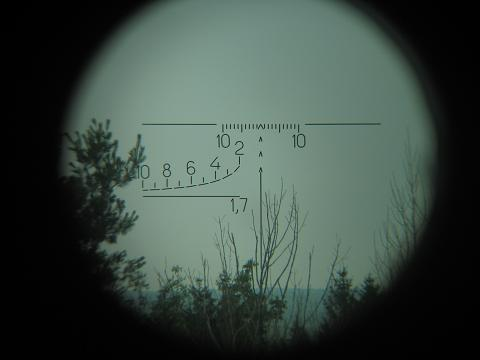
PSO-1のレティクル（照準線）。左斜め下に伸びる線と数字は距離計。電照式で、夜間には照準線を点灯させることができる。初期のものは電球、現在はLEDを使用。SVUのものはトリチウム蛍光するよう加工がしてある。

## 運用国
- アフガニスタン
- アルバニア
- アルジェリア
- アルメニア
- アゼルバイジャン
- バングラデシュ
- ブルガリア
- カンボジア
- 中華人民共和国 - ノリンコ社が79式狙撃歩槍、85式狙撃歩槍として生産。
- チェコ
- 朝鮮民主主義人民共和国
- エジプト
- フィンランド - 7.62mm TKIV(tarkkuskivääri henkilömaaleja vastaan 軍用精密ライフルの意)として運用。
- ジョージア
- ハンガリー
- インド - 制式名称SVD59として運用。
- イラン - SVDとPSLを参考に開発したアル・カデシアを使用している。
- イラク
- カザフスタン
- ポーランド - SVDのと現地改修モデルのSVD-Mが僅かに配備されている。
- ルーマニア - SVDを参考にし、AKをベースに開発したPSLが存在する。ルーマニア軍が使用。
- ロシア連邦[4]
- スロバキア
- トルコ
- ウクライナ
- スリランカ - スリランカ陸軍および特殊部隊で運用。
- ベネズエラ
- ベトナム
- / ユーゴスラビア - SVDを参考にAKをベースにM91を開発。
- イエメン
- ジンバブエ

## 登場作品
東側諸国を代表する狙撃銃として、多くの作品に登場する。

### 映画・テレビドラマ
『24 -TWENTY FOUR-』
シーズン1に登場したテロリストのアイラ・ゲインズが使用。
『JIGSAW』
アラケ・アベオクタが使用。
『THE NEXT GENERATION -パトレイバー-』
特車二課に属するカーシャが、来日したロシア高官を狙撃するテロリストへのカウンタースナイプに使用。
『TYHOON』
シンの手下が使用。
『アヴァロン』
映画・小説版ともに主人公のアッシュが使用。
『アメリカン・スナイパー』
ムスタファが所持。アメリカ軍とクリス・カイルを狙撃する。
『狼/男たちの挽歌・最終章』
主人公のジェフリーが使用。
『ステルス』
北朝鮮地上部隊の指揮官がカーラ・ウェイド大尉を追跡中に使用。なお、実際の朝鮮人民軍では、SVDに酷似したツァスタバ M76を用いている。
『二重スパイ』
東ドイツの国境警備兵が主人公を狙撃する際に使用。
『ハート・ロッカー』
仲間の救出を企てるテロリストが使用。
『バトル・ロワイアルII 鎮魂歌』
桜井サキが使用。
『山猫は眠らない』
敵の狙撃手デシルバが使用。
『ランダウン』
ハッチャーの手下が使用。
『ランボー3/怒りのアフガン』
ランボーがソ連軍基地から奪ったMi-24 ハインドに積まれていたものを、Mi-24が撃墜された際に持ち出す。カットされたシーンでは、ランボーがソ連軍の追っ手を高台から狙撃するのに使用する。この時、トラウトマン大佐が観測手を務める。ちなみにこのドラグノフは、イスラエル国防軍より貸し出された実銃である。

### 漫画・アニメ
『CHILL』
赤城美香の愛銃。失踪した父親の形見とされる。
『GUNSLINGER GIRL』
漫画およびアニメ版でリコが使用。
『HELLSING』
ハインケルが武装神父隊の一人が所持していた本銃を借りてウォルターを狙撃するが、止めを刺す前に弾切れとなる。
『ウサビッチ』
第2シーズン第17話で、ボリスがキレネンコを狙撃する際に使用。実際の装弾数を上回る射撃や、フルオート射撃を行うシーンがある。
『青春×機関銃』
トイ☆ガンガンのメンバーである雪村透が使用。
『くろがねカチューシャ』
第5話にて風小路嵐子が使用。
『こちら葛飾区亀有公園前派出所』
いないいないバアの巻に登場。
『ゴルゴ13』
アーマーピアシング弾を使用し、ヘリコプターのローター部分を狙撃する。
『サイコメトラーEIJI』
「テロリストの挽歌」に登場。元射撃競技選手の男が自殺した孫娘の報復として犯人の不良少年達を射殺する際に使用。
『砂ぼうず』
敵キャラクターの大沼二郎が使用。
『ソードアート・オンライン オルタナティブ ガンゲイル・オンライン』
ライバルチームのメンバーであるアンナとトーマが使用。他のロシア系銃器同様、GGO内では欧米系の銃器より安価。エムのM14 EBRと狙撃で相対するシーンがある。
『ひぐらしのなく頃に解』
葛西が山狗隊員と車両に対して使用。
『緋弾のアリア』
レキが携行して使用。
『ブラック・ラグーン』
ホテル・モスクワの狙撃兵および中尉時代のバラライカが使用。
『闇のイージス』
第21巻に登場する"木曜日の悪魔"アスラン・カディロフが使用。
『ヨルムンガンド』
山岳兵が通常モデルを、大星海公司の陳国明の部下、李少尉がブルパップモデルのSVUを使用。李少尉のものはその後、不意打ちで李少尉を倒したヨナが拾って使用する。
『ルパン三世 お宝返却大作戦!!』
ミーシャが五右衛門を狙撃する際に使用。

### 小説
『円環少女』
アナスタシアと武原仁が使用。
『狩りのとき』
ロシア人スナイパー、ソララトフがベトナムで使用。
『半島を出よ』
タケイが武器コレクションの1つとして所持。
『ソードアート・オンライン オルタナティブ ガンゲイル・オンライン』
アニメ版同様、アンナとトーマが使用する。
『緋弾のアリア』
狙撃科のレキが所持。有効射程の500mを余裕に越える2,051mで狙撃する他、閃光弾・音響弾・炸裂弾・アーマーピアシング弾など大量の特殊弾を使用している。
『ブラック・ブレット』
ティナ・スプラウトが使用。
『ブラック・ラグーン シェイターネ・バーディ』
『ブラック・ラグーン』のノベライズ作品。物語の根幹を担う凄腕スナイパー、スタン（スタニスラフ・カンディンスキー）が全体を通して使用。バラライカ曰く「肉親よりも信頼に足る銃」。
『ライフルバード 機動隊狙撃手』
深見真の小説。ノーリンコ（中国北方工業公司）のライセンス生産した79式狙撃歩槍が登場。公安によって熊本市内の病院に軟禁されていた銀行襲撃犯を病院外から狙撃する際に使用される。
『リリアとトレイズVI』
トレイズが持っていった（結局は未使用）物であり、実際はトラヴァス少佐らの物。

### ゲーム
『007 Everything or Nothing』
敵から奪取して使用。
『Alliance of Valiant Arms』
ゲーム内の兵科である「スナイパー」のメイン武器としてSVDおよびSVDMが使用可能。
『BLACKSHOT』
ゲーム内通貨で購入可能。
『Far Cryシリーズ』
『Far Cry 2』『Far Cry 3』
上記の作品に登場。『2』では耐久度があるため、使用し続けると弾詰まりや暴発を起こす。

『Hitman2: Silent Assassin』
一部ステージに配備されている。また、ラストステージで敵側が使用。
『Hitman: Contracts』
ステージによっては敵や警察官のスナイパーが使用。
『Hitman: Blood Money』
一部ステージに置いてある。敵側が使用してくることはない。
『Just Cause 2』
「Sniper Rifle」の名称で登場する。木製部品がポリマー部品に交換され、近代化改修がなされている。NPCが使用する際のみ、レーザーサイトが装着される。
『Max Payne』
2作目に登場。
『OPERATION7』
「Dragunov」という名称で登場。
『Operation Flashpoint: Cold War Crisis』
ソ連軍陣営の狙撃手兵科で使用可能な狙撃銃として登場する。
『Paperman』
「DRAGUNOV」という名称で登場。実銃に反して非常に重い。
『THE スナイパー』
物語を通して主人公が使用する。
『StickSquad』
メインストーリーをクリアするとゲーム内のコインで購入可能になる。
『surviv.io』
「SVD-63」という名称で登場。イベント限定武器もある。
『WarRock』
がらっチャ！で偵察兵用新銃器「DRAGUNOV_SVD」が追加された。
『アーミー オブ ツー』
スペシャルウェポンとして使用可能。
『アンチャーテッドシリーズ』
シリーズ全4作に「ドラゴンスナイパー」という名で登場。
『怪盗ロワイヤル-zero-』
「SVVライフル」の名称で登場。
『グランド・セフト・オート・バイスシティ・ストーリーズ』
「レーザースナイパーライフル」の名称で登場する。他作品におけるH&K PSG1のような立ち位置となっており、その名残か、HUDアイコンはPSG1になっている。
『クロスファイア』
ゲーム内通貨で購入可能。
『ゴールデンアイ 007』
「PavlovASR」の名称で登場。一部のステージで敵スナイパーが使用する。
『コール オブ デューティシリーズ』
『CoD4』
ロシア超国家主義派が使用する。
『CoD:MW2』
敵軍の主力狙撃銃。鹵獲して使用できる。
『CoD:MW3』
近代化されたモデルが登場する。
『CoD:BO』
敵軍の主力狙撃銃。鹵獲して使用できるほか、ゾンビモードでも使用できる。
『CoD:BO2』
原型のドラグノフおよび派生モデルのSVUシリーズであるSVU-ASが登場。敵軍の主力狙撃銃で鹵獲して使用でき、全てのモード（キャンペーン、マルチ、ゾンビ）に登場する。
『CoD:G』
SVUが登場する。
『CoD:AW』
マルチプレイでのみ登場。

『サイフォンフィルター』
「NIGHTVISION RIFLE」の名称で、暗視装置とサプレッサーを装着したものが登場する。
『サドンアタック』
「Dragunov」という名称で登場。
『スペシャルフォース』
ゲーム内通貨で購入可能武器。
『スナイパーゴーストウォリアー』
隠し武器として登場。
『ソードアート・オンライン フェイタル・バレット』
外見が若干アレンジされたものが「Dragon」の名称で登場。イツキが使用する。
『バイオハザード5』
セミオート故に連射が可能だが、照準が上下にブレやすい。
『バトルフィールドシリーズ』
『BFV』
北ベトナム軍狙撃手が使用。
『BF2』
MEC狙撃手が使用。
『BF2MC』
MEC狙撃兵で使用可能。
『BFBC2』
偵察兵の狙撃銃としてSVUが登場。
『BF3』
「SVD」という名称で登場。マルチプレイの偵察兵クラスで使用可能。

『マーセナリーズ』
「スナイパーライフル」の名称で登場する。ロシアン・マフィアからの輸入などで入手可能。
『マーセナリーズ2 ワールド イン フレームス』
「スナイパーライフル」の名称で登場する。ベネズエラ軍（ソラーノ軍）とユニバーサル石油の傭兵部隊が使用する。海賊から購入可能。

『メタルギアシリーズ』
『MGS3』
倉庫にて入手可能。
『MPO+』
半島西部荒地で入手可能。
『MGS4』
南米の反政府ゲリラ部隊が使用。南米の倉庫2階の他、シャドーモセス島の雪原前の武器庫にも置いてある。

『メタルサーガ 〜砂塵の鎖〜』
ソルジャー専用単体狙撃銃として使用。
『レインボーシックス シージ』
スペツナズの攻撃オペレーター「Glaz」が派生型OTs-03を使用する。
『Warface』
「Dragunov SR」として登場。初期から使用可能。
『Roblox』
「Black Hawk Rescue Mission 5」内においてSVUと共にSVDSがDMR枠として登場。スコープはPSO-1スコープのみ装着可能。プレイヤーが使用できる他、OPFOR(敵NPC)も使用し、ほぼ全ての敵拠点に配置されている。